# Bocka
Bocka est une commune de Thuringe (Allemagne), située dans l'arrondissement de Greiz. Elle fait partie de la Communauté d'administration de Münchenbernsdorf (Verwaltungsgemeinschaft Münchenbernsdorf).

## Géographie

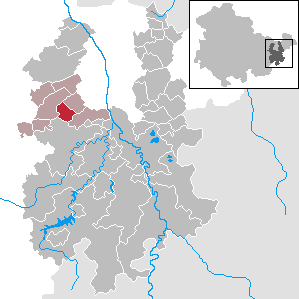
Situation de la commune (en rouge) dans l'arrondissement

Bocka est située au nord-ouest de l'arrondissement. La commune appartient à la communauté d'administration de Münchenbernsdorf et se trouve à 12 km au sud-ouest de Gera et à 32 km au nord-ouest de Greiz, le chef-lieu de l'arrondissement.
La commune est composée des villages de Großbocka et Kleinbocka.
Communes limitrophes (en commençant par le nord et dans le sens des aiguilles d'une montre) : Münchenbernsdorf, Hundhaupten, Zedlitz et Harth-Pöllnitz.

## Histoire
La première mention de Großbocka date de 1267 et celle de Kleinbocka de 1351.
Lors du Congrès de Vienne, Großbocka et Kleinbocka font partie des territoires cédés par le roi de Saxe, allié de Napoléon Ier, au Grand-duché de Saxe-Weimar-Eisenach (cercle de Neustadt). Ils en feront partie jusqu'en 1918.
Les deux villages sont intégrés au land de Thuringe en 1920 (arrondissement de Gera).
Après la Seconde Guerre mondiale, ils sont intégrés à la zone d'occupation soviétique puis à la République démocratique allemande en 1949 (district de Gera, arrondissement de Greiz).
En 1994, ils font partie du nouvel arrondissement de Greiz dans l'état libre de Thuringe recréé.

## Démographie
Commune de Bocka :
| 1910 | 1933 | 1939 | 1995 | 2000 | 2005 | 2010 |
| ---- | ---- | ---- | ---- | ---- | ---- | ---- |
| 330  | 371  | 348  | 418  | 562  | 545  | 504  |

## Communications
Bocka est traversée par la route nationale B2 Gera-Schleiz. La K128 et la K127 rejoignent Münchenbernsdorf.